# Space Box - 1970 & Beyond
Space Box - 1970 & Beyond é uma coletânea de bandas de Krautrock e Space rock das décadas de 1970, foi lançada em 1997 pela Cleopatra Records.